# Società Polisportiva Aurora
Società Polisportiva Aurora é um clube de futebol já extinto de San Marino, sediado em Santa Mustiola. Mandava suas partidas no Estádio Comunale, que possuía capacidade para receber 4 mil torcedores. Suas cores eram azul e vermelho.

## História
Fundado em 1968, o Aurora disputou a primeira edição do Campeonato Sanmarinense, em 1985–86. A equipe obteve apenas 2 vitórias, empatou 6 jogos e sofreu 8 derrotas, além de ter feito 20 gols e levado 44, o que levou ao rebaixamento à segunda divisão nacional (também extinta).
Em abril de 1987, já no encerramento da temporada, os dirigentes optaram em suspender as atividades do clube, que foi extinto em agosto do mesmo ano.

## Desempenho no Campeonato Samarinês de 1985/86
| Pos. | Equipe | Partidas | Vitórias | Empates | Derrotas | Gols pró | Gols contra | Pontos | Situação  |
| 14   | Aurora | 16       | 2        | 6       | 8        | 20       | 44          | 10     | Rebaixado |